# Сон (музыка)
Сон — стиль латиноамериканской музыки, зародившийся на Кубе и получивший известность за её пределами в начале 1930-х годов. Сон объединяет в себе элементы музыки кампесино (фермеров испанского происхождения) с африканскими ритмами и ударными инструментами (музыкой африканских рабов). Он лежит в основе многих известных стилей афро-кубинской танцевальной музыки. В Нью-Йорке сон смешался с другими музыкальными стилями, что привело к возникновению музыки сальса.
Исполняется маленькими ансамблями, использующими гитару или трес (напоминающий гитару инструмент с тремя парами струн) из испанской традиции, маракасы, гуиро, клаве и бонго для ритмического аккомпанемента, а для басовых партий — маримбулу или африканское «фортепиано для большого пальца».